# Microchlamyiidae
Famille
Les Microchlamyiidae sont une famille d'amibes de l'Ordre des Arcellinidés (classe des Tubulinés).

## Étymologie
Le nom de la famille vient du genre type Microchlamys, composé du préfixe micro « petit », et de chlamy- « cape, manteau » (du grec χλαμυ / chlamy, « qui porte une chlamyde », un manteau porté en Grèce antique).  

## Description
L'espèce Microchlamys patella (Claparède & Lachmann, 1859) Cockerell, 1911, a un test clair, jaune à brun, en forme de cuvette, flexible. Ce test est finement aréolé, chitinoïde et plié sur la face ventrale. La cellule est enfermée dans un sac membraneux qui est fixé à la coquille par intervalles. Cette membrane ferme la coquille du côté ventral et forme une ouverture pour les lobopodes. Le noyau est vésiculaire. De petits cristaux sont présents.

## Liste des genres
Selon IRMNG (9 janvier 2025) et GBIF (9 janvier 2025) :
- Microchlamys Cockerell, 1911 genre type
- Pseudochlamys Claparède & Lachmann, 1860 genre synonyme de Microchlamys
- Spumochlamys Kudryavtsev & Hausmann, 2007

## Systématique
Le nom valide de ce taxon est Microchlamyiidae Ogden (d), 1985.